# Glasmalerei Mauméjean

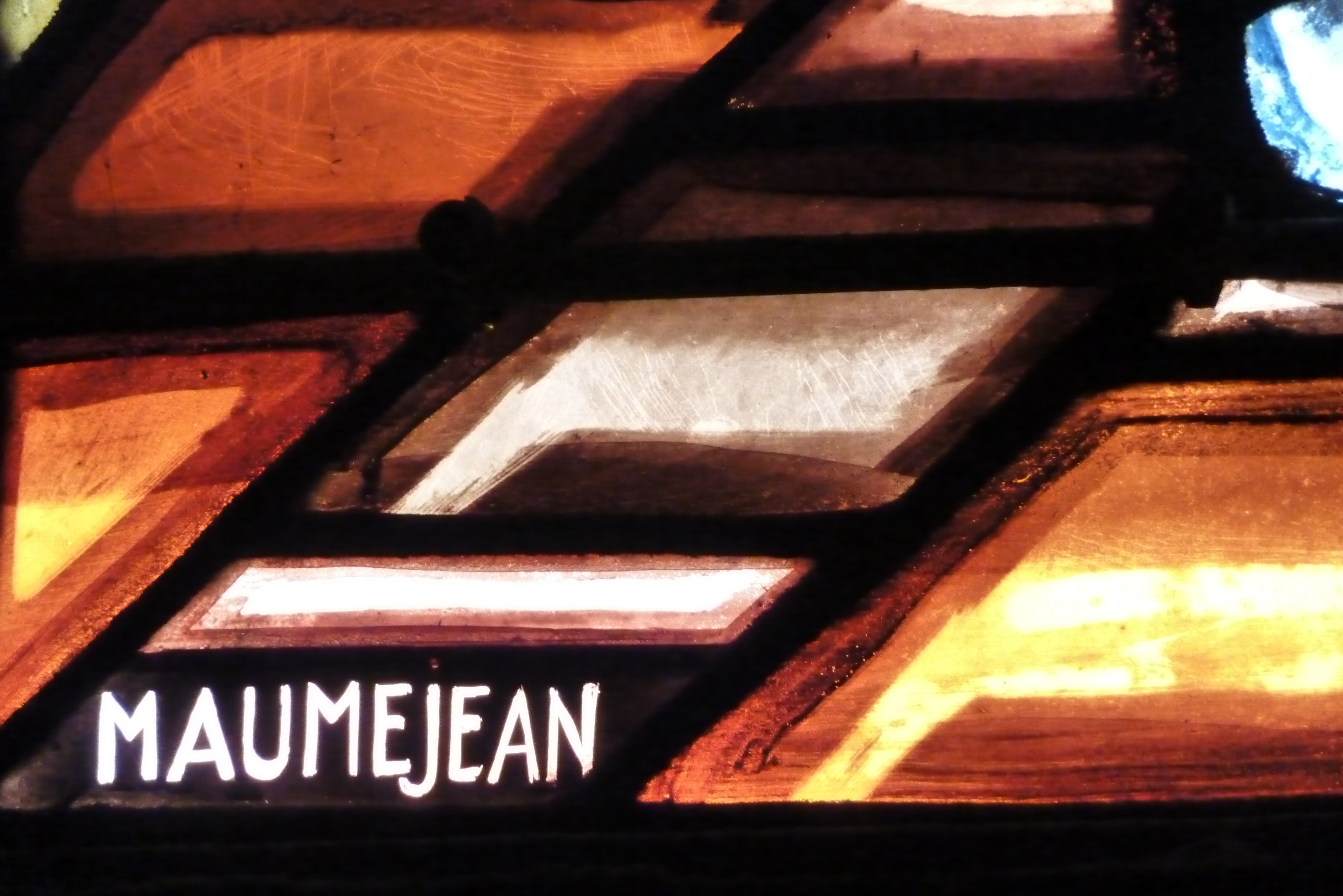
Signatur der Glasmalerei Mauméjean auf einem Fenster in der Kirche Saint-Jean-Bosco in Paris

Die Glasmalerei Mauméjean wurde 1860 in Pau gegründet und entwickelte sich zu einem Unternehmen, das in Spanien und Frankreich mehrere Zweigbetriebe unterhielt und für Kunden in vielen Ländern arbeitete.

## Firmengeschichte
Im Jahr 1860 wurde in Pau die Glasmalereiwerkstatt von Jules-Pierre Mauméjean (1837–1909) gegründet, der aus einer Familie von Fayencemalern stammte. Die Firma wurde 1893 nach Biarritz verlegt. Die vier Söhne von Jules-Pierre Mauméjean wurden alle Glasmaler. Joseph, Henri und Charles traten in den väterlichen Betrieb ein, die sich in Mauméjean frères umbenannte. Léon, der vierte Sohn, machte sich in Paris selbständig und starb dort 1921.

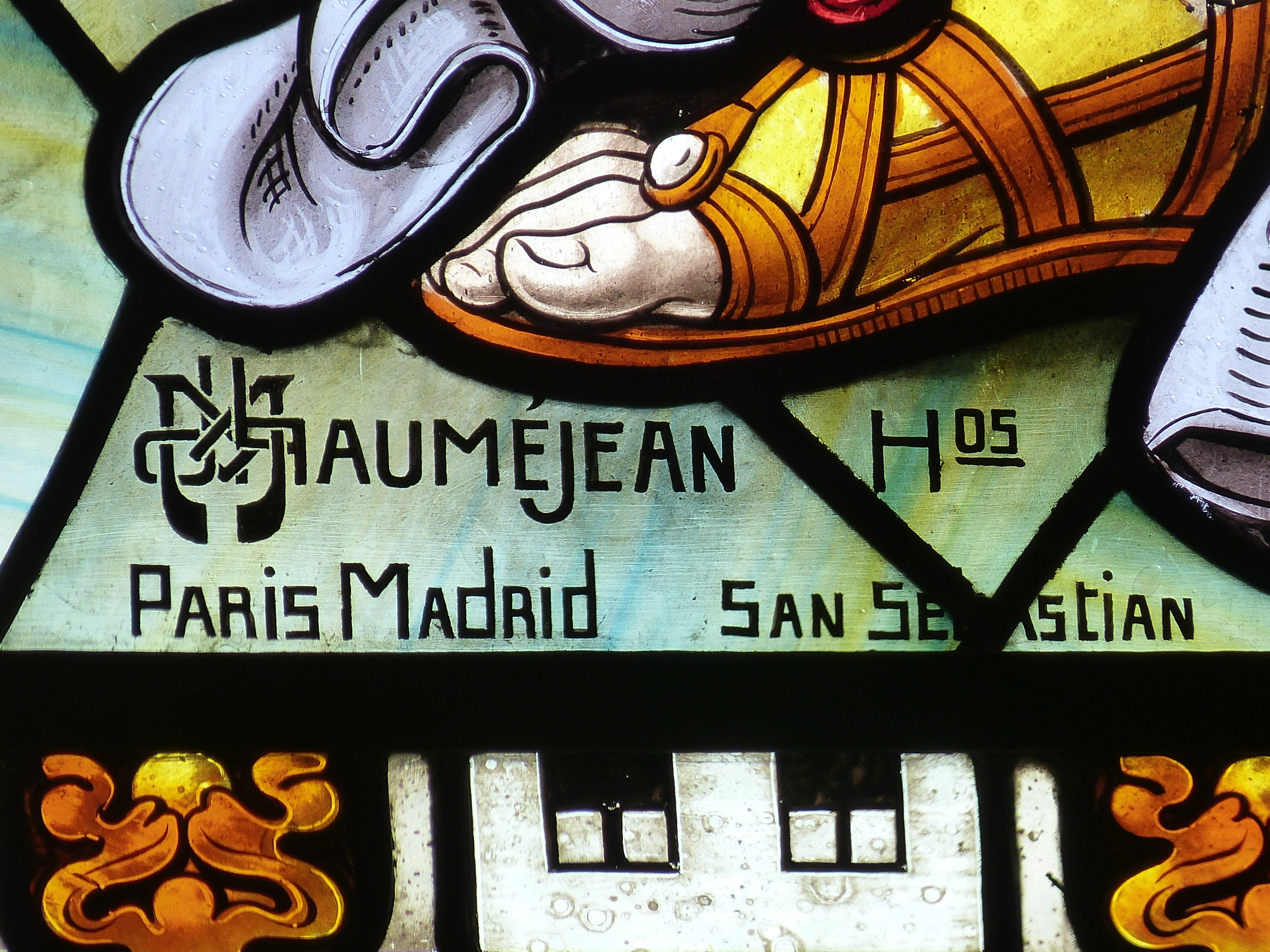
Signatur der Glasmalerei Mauméjean Hermanos (1917), San Juan Bautista, Arucas (Gran Canaria)

Joseph und Henri gründeten eine Glasmalerei in Hendaye mit Filialen in Madrid, Barcelona und San Sebastian. Sie nannten ihre Firma Mauméjean Hermanos.
Schließlich gründeten die drei Inhaber der Firma Mauméjean frères 1921 ein Tochterunternehmen in Paris (6, rue Bezout im 14. Arrondissement), die Bleiglasfenster und Mosaike herstellte. Bei der Exposition internationale des Arts décoratifs im Jahr 1925 stellte die Firmengruppe in einem eigenen Pavillon ihre Werke aus und erhielt einen Grand Prix.
Bis zum Zweiten Weltkrieg arbeitete die Firma in 175 Gebäuden in Frankreich, 145 Gebäuden in Spanien und in vielen weiteren in anderen Ländern. 17 Kapellen und Kirchen in Paris erhielten zwischen 1927 und 1952 Bleiglasfenster von der Firma Mauméjean.
Nach dem Tod von Charles Mauméjean im Jahr 1957 wurde das Unternehmen aufgelöst.

## Arbeiten (Auswahl)
- ein Fenster in der Basilika Notre-Dame-des-Victoires in Paris (2. Arrondissement)
- 70 Fenster in der Kapelle Sainte-Bernadette in Paris (16. Arrondissement)
- Fenster in der Kirche Saint-Justin in Levallois-Perret
- Fenster in der Kirche Saint-Pierre de Chaillot in Paris
- Fenster Rencontre de sainte Geneviève et saint Germain in der Kirche von Saint-Denys de l’Estrée in Saint-Denis
- 1930 bis 1940: Fenster in der Kirche Saint-Remi in Maisons-Alfort
- 1930 bis 1932: Fenster und Mosaiken in der Kirche St. Maria (Biel)
- nach 1933: Fenster in der Kirche Sainte-Marie-des-Vallées in Colombes
- 1935: Fenster in der Kirche Saint-Marcel in Vitry-sur-Seine
- 1935: Fenster in der Kirche Notre-Dame-du-Perpétuel-Secours in Asnières-sur-Seine
- um 1940: Fenster Crucifixion in der Kirche Saint-Pierre-Saint-Paul in Ivry-sur-Seine
- 1942 bis 1950: Mehrere Marienfenster in der Basilika Notre-Dame in Saint-Germain-des-Fossés
- 1950 bis 1955: Fenster in der Kirche Saint-Sulpice in Noisy-le-Grand
- 1956 bis 1957: Fenster in der Kirche Sainte-Reine in Levallois-Perret